# 苏里南外交
苏里南外交（荷兰语：Buitenlandse zaken van Suriname）即苏里南共和国政府实行的外交政策。苏里南奉行不结盟的外交政策，坚持国家主权平等、民族自决和不干涉内政等原则。
苏里南是众多国际组织的参与者。但由于也是输入欧洲的南美洲国家的毒品的中转站，其与部分国家的紧张局势已经出现。
截至2023年5月，苏里南已与144个国家建立外交关系。

## 基本概要
苏里南重视发展同美国、加勒比共同体成员、巴西等南美邻国关系，积极拓展同中华人民共和国、印度、印度尼西亚等发展中大国关系。积极支持并参与地区一体化进程。

## 双边关系
| 国家           | 建交日期       | 注释 |
| -------------- | -------------- | --- |
| 阿根廷         | 1976年2月6日   | - 阿根廷在帕拉马里博设有大使馆。 - 蘇利南駐巴西大使館兼駐阿根廷。 |

苏里南建交国家一览

|                | 1994年2月3日   | - 澳大利亚与蘇利南于1994年2月3日建交。 - 蘇利南駐印尼大使館兼轄澳大利亞。 |
|                | 1978年3月8日   | 1978年3月8日建交，两国关系友好，并在多方面合作方面取得了进展。 - 巴巴多斯在本国首都布里奇敦的外交部设有驻苏里南的无定所大使 并在帕拉马里博设有一个名誉领事馆。 - 蘇利南在特立尼达和多巴哥兼辖对巴巴多斯的事务，另在布里奇敦设有名誉领事馆。                                                         |
|                | 1998年3月13日  | - 蘇利南与伯利兹于1998年3月13日建交。 - 两国均为加勒比共同體和美洲国家组织的成员国， |
| 巴西           | 1979年6月22日  | - 巴西在帕拉马里博设有大使馆。 - 蘇利南在巴西利亚设有大使馆。 |
| 加拿大         | 1975年11月28日 | - 蘇利南独立三天后，与加拿大建交。 - 蘇利南駐美國大使館兼轄加拿大。 - 两国均为美洲国家组织的成员国。 |
| 中华人民共和国 | 1976年5月28日  | - 中华人民共和国在帕拉马里博设有大使馆。 - 蘇利南在北京设有大使馆。 - 蘇利南拥有7万名华人，占蘇利南总人口的约7%或者12.2%。 |
| 古巴           | 1975年12月27日 | - 古巴在帕拉马里博设有大使馆。 - 蘇利南在哈瓦那设有大使馆。 |
| 賽普勒斯       | 1980年7月25日  | 1980年7月25日，蘇利南与塞浦路斯建交。 |
| 法國           | 1975年12月15日 | - 法国在帕拉马里博设有大使馆。 - 蘇利南在巴黎设有大使馆，另在法属圭亚那的卡宴设有总领事馆。 |
|                | 1977年4月1日   | - 苏里南在阿克拉设有该国在非洲唯一的大使馆。 - 蘇利南的非裔人口祖先多來自迦納等西非國家。 |
|                | 1975年11月25日 | - 圭亚那在蘇利南首都帕拉马里博设有大使馆，亦在新尼克里设有总领事馆。 - 苏里南在乔治敦设有大使馆。 |
| 海地           | 1983年4月21日  | - 海地在帕拉马里博设有总领事馆。 |
| 印度           | 1976年1月3日   | - 印度在帕拉马里博设有大使馆。 - 蘇利南在印度首都新德里设有大使馆。 - 印度裔是蘇利南人口中最大的族群，佔全國總人口的37％。他們是19世紀的印度雇佣工人后裔，多源于今印度比哈尔邦以及北方邦的东部。 |
| 印度尼西亞     | 1976年1月15日  | - 印尼在帕拉马里博设有大使馆。 - 蘇利南在印尼首都雅加达亦设有大使馆。 |
| 以色列         | 1976年2月10日  | 1976年2月，蘇利南和以色列建交。 |
| 日本           | 1975年12月11日 | 1975年，蘇利南与日本建交。蘇利南驻华大使馆兼辖对日本事务，日本驻特立尼达和多巴哥大使馆兼辖对蘇利南事务。 |
| 墨西哥         | 1976年2月27日  | - 墨西哥驻特立尼达和多巴哥大使馆兼辖对苏里南事务。 - 苏里南驻美国大使馆兼辖对墨西哥事务。 |
| 尼泊尔         | 2018年11月25日 | 2018年11月25日，蘇利南与尼泊尔建交。 |
| 荷蘭           | 1975年11月25日 | - 荷兰在帕拉马里博设有大使馆。 - 苏里南在海牙设有大使馆，并在阿姆斯特丹、威廉斯塔德设有总领事馆。 - 由於蘇利南長期為荷蘭的殖民地，因此在政治、經濟和文化等方面受荷蘭影響较深。1975年獨立後，兩國關係曲折發展，荷蘭曾數次中止對蘇利南的援助。昌德里卡佩爾薩德·單多吉當選總統後，蘇荷關係有明顯改善。 |
| 塞爾維亞       | 1976年6月24日  | 1976年，苏里南与南斯拉夫建交，现由塞尔维亚继承两国间的外交关系。 2017年10月27日，蘇利南撤銷了自2016年以来对科索沃的外交承認。 |
|                | 1975年11月28日 | - 1975年11月，苏里南与韩国建交。 |
| 瑞士           | 1979年7月17日  | 1979年，苏里南与瑞士联邦建交。 |
| 千里達及托巴哥 | 1980年8月26日  | - 两国均为加勒比共同体成员国。 - 苏里南在西班牙港设有大使馆。 |
| 土耳其         | 1976年3月5日   | 苏里南与土耳其与于1976年建交。 |
| 英国           | 1975年11月29日 | - 苏里南在1799年至1816年间被英国占领，后英国将其归还给荷兰，直到蘇利南於1975年独立。2012年，苏里南宣布了加入英联邦的计划，英国政府也优先指导苏里南申请加入英联邦。 - 英國駐蓋亞那高級專員公署兼轄蘇利南。 - 蘇利南駐法國大使館兼轄英國。                                                            |
| 美国           | 1975年11月25日 | - 苏里南在华盛顿哥伦比亚特区设有大使馆，另在迈阿密设有总领事馆。 - 美国在帕拉马里博设有大使馆。 |
| 委內瑞拉       | 1982年12月24日 | - 苏里南在卡拉卡斯设有大使馆。 - 委内瑞拉亦在帕拉马里博设有大使馆。 |
| 越南           | 1997年12月19日 | 1997年12月19日，苏里南与越南建交。苏里南是最后一个与越南建交的南美洲国家。 |

## 與國際組織的關係
1975年12月蘇利南加入聯合國，此外，目前也是加勒比共同體、加勒比開發銀行、南美洲國家聯盟、東亞-拉美合作論壇、伊斯蘭會議組織和美洲開發銀行的成員國。
蘇利南正在申請加入大英國協。

## 邊界糾紛
- 與蓋亞那存在科兰太因河上游地区的新河三角洲，涉及面積一萬七千餘平方公里的土地劃分爭議。
- 与蓋亞那的部分海洋边界有争议，2007年9月20日依据联合国海洋法公约进行仲裁，國際海洋法法庭作出裁決，基本採用中間線原則劃定兩國海洋邊界。